# Evorthodus minutus
Evorthodus minutus is een  straalvinnige vissensoort uit de familie van grondels (Gobiidae). De wetenschappelijke naam van de soort is voor het eerst geldig gepubliceerd in 1928 door Meek & Hildebrand.
De soort staat op de Rode Lijst van de IUCN als niet bedreigd, beoordelingsjaar 2007.